# KIKO
KIKO Milano, spesso abbreviato come Kiko, è un'azienda italiana di cosmetici fondata nel 1997 e riconosciuta come uno dei principali brand di bellezza a livello internazionale, con una presenza in oltre 75 paesi e più di 1100 negozi nel mondo.

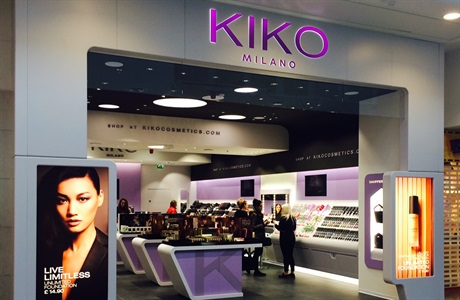
Negozio Kiko a Milano

## Storia
Nasce nel 1997 da un'idea di Stefano Percassi, uno dei sei figli di Antonio Percassi, il fondatore del gruppo di famiglia. Il primo punto vendita della nuova linea di cosmetici è costituito da un corner di 8 metri quadrati all'interno dello storico negozio Fiorucci di piazza San Babila, a Milano. La scelta iniziale colloca i prodotti in una fascia alta, le vendite non decollano, i prodotti sono ritirati e messi in svendita in uno dei centri commerciali della famiglia Percassi. Con i prezzi contenuti, le vendite s'impennano e i prodotti terminano in pochissimi giorni. Viene allora studiato un nuovo modello di business basato su prezzi bassi e prodotti di qualità adatti a tutte le fasce di età. Nel 2001 è firmata la joint venture con Inditex, la società spagnola proprietaria di Zara e per Kiko, ancora un piccolo marchio che all'epoca registra circa 2 milioni di euro di ricavi, è l'inizio di un periodo di successo.
Viene ampliata la gamma di prodotti che non comprende solo la linea make up ma anche skincare, accessori beauty, smalti (saranno sviluppati negli anni più di 1400 prodotti), sono aperti punti vendita inizialmente in Europa, nel 2009 diventa attivo anche il canale e-commerce, nel 2012 è acquisito il marchio di fascia alta Madina. I ricavi e la redditività dell'azienda crescono, le banche aprono i cordoni della borsa, continua l'espansione dei punti vendita all'estero, dagli Emirati Arabi Uniti al Qatar, dalla Russia alla Turchia, da Hong Kong all'India. E poi anche negli Stati Uniti, il primo è aperto nel marzo 2014. Nel 2015 i punti vendita saranno 900, all'inizio del 2017 circa mille di cui solo un terzo in Italia.
Ma a partire dal 2015 anche la redditività dell'azienda inizia a calare, i punti vendita negli Stati Uniti pongono qualche problema, l'azienda si trova in una fase complessa. Nel luglio 2017 Antonio Percassi affida la guida della società a Cristina Scocchia, ex L'Oréal. Nell'aprile 2018 entra nella società con una quota del 30 % il fondo lussemburghese Peninsula, appena svincolato dal capitale di Italo. Il piano di rilancio prevede forti investimenti nell'e-commerce, lo spostamento del baricentro internazionale dall'Occidente all'Oriente, il ricorso per la prima volta a formule di franchising.

## I punti vendita
I prodotti Kiko sono promossi attraverso una catena di negozi per un totale di circa 946 punti vendita, tutti di proprietà oltre a un punto vendita online, gestito sempre dal gruppo proprietario.
I punti vendita presentano una forte caratterizzazione del marchio, un'impostazione peculiare degli spazi di vendita che vede il posizionamento dei prodotti negli espositori all'insegna dell'ordine, unita alla loro realizzazione tramite soluzioni relativamente semplici. La tipologia di cosmetici proposta, che si rivolge al mercato a basso costo, ha permesso al marchio di farsi largo anche in un mercato normalmente riservato a prodotti più costosi di marchi maggiormente noti.
Gli elementi di arredo dei punti vendita caratterizzano fortemente il marchio Kiko al punto che, con sentenza n. 11416/15 depositata il 13 ottobre 2015, la Sezione specializzata in materia di impresa del Tribunale di Milano ha inibito al marchio concorrente Wycon l'utilizzo nei suoi punti vendita del complesso degli elementi di arredo caratterizzanti i negozi a marchio Kiko e ha condannato la società al risarcimento dei danni, quantificati in 716.250 euro e all'eliminazione dai suoi più di cento punti vendita degli arredi copiati da Kiko. Il Tribunale ha, in particolare, ritenuto che il concept di arredamento che caratterizza i negozi Kiko abbia “carattere originale e creativo” e che dunque meriti tutela ai sensi della Legge sul Diritto d'Autore , sentenza confermata nell'aprile 2018 dalla Corte di Appello che ha parlato di "concorrenza parassitaria". La parola finale alla Cassazione.
A seguito della pandemia, la società ha dovuto rilanciare i suoi negozi e ha lanciato così una campagna di sconti estivi grazie all'app di navigazione Waze, tramite la quale sono stati indicati i punti vendita più vicini in cui il cliente poteva recarsi.

## Dati economici
Nel 2012 la ricerca annuale della società di consulenza Pambianco sulle società italiane della moda più proficuamente quotabili in Borsa classifica Kiko sesta tra le 50 aziende prese in considerazione dallo studio. Quell'anno i ricavi dell'azienda raggiungono i 351 milioni. Nel 2013 una cordata di banche garantisce 150 milioni di fondi e in settembre l'azienda annuncia investimenti e un'ulteriore espansione del numero di punti vendita, sempre in ambito europeo.. Nel 2013 i ricavi raggiungono i 418 milioni di euro.
Nel 2014 l'azienda registra circa 70 milioni di Mol (margine operativo lordo). Poi la redditività comincia rapidamente a calare (dai 65 milioni ai meno 30) a causa anche della forte espansione estera, in particolare negli Stati Uniti. Nel 2017, con ricavi a quota 610 milioni e un forte indebitamento bancario, viene avviato il riassetto dei debiti e una pesante ristrutturazione. Nel 2018 il fatturato tiene (596 milioni con un calo del 2,5%), l'Ebitda cresce del 37% a 41,5 milioni, la perdita è raddoppiata raggiungendo i 64,4 milioni.
Il 26 aprile 2024 L Catterton ha firmato l'accordo per l'acquisizione, valutata oltre 1,5 miliardi di euro, della maggioranza (circa il 70%) di KIKO Milano. Antonio Percassi resta come presidente.

## Loghi

Logo KIKO Make Up Milano utilizzato fino al 2014